# Porrhomma marphaense
Porrhomma marphaense är en spindelart som beskrevs av Jörg Wunderlich 1983. Porrhomma marphaense ingår i släktet Porrhomma och familjen täckvävarspindlar.
Artens utbredningsområde är Nepal. Inga underarter finns listade i Catalogue of Life.